# Goting
Goting (dansk/tysk) eller Guating (nordfrisisk) er en landsby på øen Før i Nordfrisland (Sydslesvig) i delstaten Slesvig-Holsten i det nordlige Tyskland. Byen er beliggende på gesten i øens sydlige del vest for Niblum. Administrativt hører byen til Niblum kommune. I kirkelig henseende hører landsbyen under Sankt Johannes Sogn.
Goting er første gang nævnt i 1462. Stednavnet henføres til personnavnet Gauto. Det antages, at byen er den ældste på øen. Måske var Goting tidligere tingsted for hele øen. Der er flere gravhøje fra bronzealderen i omegnen. I den danske tid indtil 1864 hørte Goting under Vesterland-Før. Vesterland-Før var en af de kongerigske enklaver ved den sønderjyske vestkyst, der i den sene middelalder ikke kom under Hertugdømmet Slesvig, men forblev under kongeriget. Goting var en af i alt tre byer på Før, hvor der ved folkeafstemningen i 1920 var flertal for en genforening med Danmark. Da de ikke lå direkte ved grænsen, forblev de under Tyskland. I alt stemte i Goting 34 indbyggere for Danmark og 29 for Tyskland. I 1970 blev landsbyen indlemmet i Niblum kommune.
Mod vadehavet ligger Goting Klev (Goting Kliff), som resjer sig omtrent otte m over en smal stribe klitter. Klinten består af 200.000 år gamle aflejringer. Klinten blev i tidens løb afrundet og slidt af vind og stormfloder.